# Peter Live
Peter Live was een amusementsprogramma op de Vlaamse televisiezender één en werd gepresenteerd door Peter Van de Veire. Het werd uitgezonden van 3 oktober tot 5 december 2008. De show bestaat voor het grootste deel uit interviews en optredens van muziekgroepen uit allerlei genres. Het is daarom de eerste muziektalkshow in Vlaanderen. Op vrijdag 9 oktober 2009 startte, na het succes van de eerste seizoen, een tweede seizoen. In oktober 2010 startte het derde en laatste seizoen.
Op 3 december 2010 werd bekendgemaakt door Eén dat er geen nieuw seizoen van Peter Live meer zou komen. Dit was het gevolg van de serieuze besparing die de openbare omroep moest doorvoeren.

## Seizoen 1

### Neem Me Mee
In de eerste aflevering ging Peter een weddenschap aan met Miguel Wiels. Miguel daagde hem uit om een single te maken en daar 10.000 exemplaren van te verkopen. Het nummer werd uiteindelijk 'Neem Me Mee' en de opbrengst ervan ging naar SOS Kinderdorpen. Peter verkocht meer dan 10.000 platen, en won dus de weddenschap.

### Afleveringen
3 oktober 2008
- Helmut Lotti
- Katie Melua
- Milow
- Kate Ryan
- Tienerklanken: Paul Severs

10 oktober 2008
- Sandrine
- Selah Sue
- De Kreuners
- Tuur Florizone
- Tienerklanken: Tonia Dominicus

17 oktober 2008
- Eddy Wally
- Novastar
- Bart Kaëll
- De jeugd van tegenwoordig
- Natalia
- Tienerklanken: Liliane Saint-Pierre

24 oktober 2008
- Soulsister
- Flip Kowlier
- Nailpin
- The script
- Belle Pérez
- Tienerklanken: Moody Blues

31 oktober 2008
- The Ditch
- Eva De Roovere
- Stan Van Samang
- The script
- Leki
- Raymond van het Groenewoud
- Tienerklanken: John Larry

7 november 2008
- Daniel Powter
- Clouseau
- Lady Linn
- A brand
- Jan Smit
- Tienerklanken: Rocco Granata

14 november 2008
- Brahim
- Dana Winner
- Arid
- Oliver
- Jamie Lidell
- Bart Peeters en Nathalie Delcroix: ode aan Wannes Van de Velde
- Tienerklanken: Internationaal

21 november 2008
- Gunther Neefs
- Kane
- Hadise
- Freaky age
- Frank Vander linden
- Laura Lynn
- Tienerklanken: Dansen

28 november 2008
- Bart Peeters
- Amy Macdonald (niet aanwezig wegens ziekte)
- Tom Helsen
- Lasgo
- Born Crain
- Tienerklanken: Samantha

5 december 2008
- Milk Inc
- K3
- Ronny Mosuse
- Zornik
- Will Tura
- Tienerklanken: Will Tura

## Seizoen 2
Vanaf 9 oktober 2009 kwam het 2e seizoen van Peter Live op één.

### Speciale concerten
| Aflevering       | Concert                                | Uitvoerder      |
| ---------------- | -------------------------------------- | --------------- |
| 16 oktober 2009  | Concert vanuit 4 vliegende helikopters | Clouseau        |
| 30 oktober 2009  | Diepste concert aller tijden           | Milow           |
| 13 november 2009 | Ondersteboven zingen                   | Stan Van Samang |

### Afleveringen
9 oktober 2009 aflevering opgedragen aan Felice
- Absynthe Minded
- Danny Fabry
- Natalia
- Jasper Erkens
- Sam Bettens als vervanging voor Anouk die ziek was
- Sergio
- Piet Huysentruyt

16 oktober 2009
- Clouseau
- Daan
- Eva Simons
- Free Souffriau
- Laura Omloop
- Kim Peers en Sarah Marivoet

23 oktober 2009
- Christoff
- Milk Inc
- Axelle Red
- Stany Crets
- Das Pop

30 oktober 2009
- Simple Minds
- Milow
- Will Tura
- Pixie Lott
- Ann Van Elsen
- X-Session

6 november 2009
- Novastar
- Kate Ryan
- Right Said Fred
- Els De Schepper
- Lasgo

13 november 2009
- Stan Van Samang
- Evy Gruyaert
- Helmut Lotti
- Joss Stone
- Stef Kamil Carlens

20 november 2009
- Pieter Embrechts
- Eline De Munck
- Nathalie Meskens
- Jeroen Van Dyck
- The Noisettes
- Rob de Nijs
- Jimmy Laureys

27 november 2009 (Speciale aflevering voor Bart Peeters die 50 jaar werd)
- Bart Peeters
- Raymond Van Het Groenewoud
- Sofie Van Moll, Ilse Van Hoecke, Hadise, Geena Lisa, Sabine De Vos
- Pim Symoens, Marc Reynebeau, Freddy De Kerpel, Marlène de Wouters
- Ronny Mosuse, Jan Leyers, Koen Wauters
- Triggerfinger

4 december 2009
- Gabriel Rios
- Leki
- Paul Michiels
- Sweet Mints
- Kathleen
- acteurs Dossier K : Werner De Smedt, Filip Peeters en Marieke Dilles

11 november 2009
- De Madammen van Radio 2: Ilse Van Hoecke, Anja Daems en Cathérine Vandoorne
- Axl Peleman
- Sylver
- Customs
- Gili
- Frans Bauer

18 december 2009
- Robbie Williams
- Goedele Liekens
- Yevgueni
- Brahim
- Sandrine
- Vaya Con Dios

25 december 2009
- Mika[1]
- Lady Linn
- Hadise
- Buurman
- Roos Van Acker
- Hans Otten

## Seizoen 3
Vanaf 15 oktober 2010 kwam het 3e seizoen van Peter Live op Eén.

### Afleveringen
15 oktober 2010
- Clouseau
- Skunk Anansie
- Christoff
- Admiral Freebee
- Koen Buyse
- Kate Ryan
- Jan Verheyen
- Bert Gabriëls

22 oktober 2010
- David Guetta
- Cast van Benidorm Bastards
- Tom Dice
- Belle Perez
- Lasgo
- James Blunt

29 oktober 2010
- K3
- Eddy Wally
- De Kreuners
- Gérard Lenorman

5 november 2010
- Speciale aflevering rond de zeventigste verjaardag van Will Tura

12 november 2010

19 november 2010

26 november 2010

3 december 2010

10 december 2010

Gasten :
- Stan Van Samang
- Samson & Gert
- Aloe Blacc
- Frans Bauer (Afwezig wegens ziekte)
- Daan
- Natalia
- Bart Peeters
- Liegebeest

17 december 2010
- Aflevering rond music for life

31 december 2010
- Extra lange slotaflevering rond oudejaar

### Muzikale gasten
James Blunt, Clouseau, Admiral Freebee, K3, Christoff, Skunk Anansie, Lasgo, Udo, K's Choice, De Kreuners, Broken Glass Heroes, Selah Sue, Milk Inc., Belle Perez, Caro Emerald, Tom Dice e.a

## Kijkcijfers
Het eerste seizoen haalde een gemiddelde van 870.000 kijkers. Vooral seizoen 2 en 3 waren zeer populair met vaak 1.000.000 kijkers en meer.